# ミゲル・ピント
ミゲル・ピント（Miguel Ángel Pinto Jerez、1983年7月4日 - ）は、チリの元サッカー選手。元チリ代表。現役時代のポジションはゴールキーパー。

## 経歴
2006年にチリ代表デビュー。デビューから毎年、数試合親善試合に出場、出場機会は無かったが2010 FIFAワールドカップのメンバーにも選ばれた。コパ・アメリカ2011ではグループリーグのエクアドル戦に出場した。2012年までに21試合に出場した。

## 代表歴

### 出場大会
- チリ代表
  - 2010 FIFAワールドカップ

### 試合数
- 国際Aマッチ 21試合 0得点（2006年-2012年）[1]

| チリ代表 | 国際Aマッチ | 国際Aマッチ |
| 年       | 出場        | 得点        |
| -------- | ----------- | ----------- |
| 2006     | 4           | 0           |
| 2007     | 2           | 0           |
| 2008     | 3           | 0           |
| 2009     | 4           | 0           |
| 2010     | 1           | 0           |
| 2011     | 3           | 0           |
| 2012     | 4           | 0           |
| 通算     | 21          | 0           |